# Cuphosis attenuatus
Cuphosis attenuatus là một loài bọ cánh cứng trong họ Melandryidae. Loài này được Champion mô tả khoa học năm 1889.